# Tom Steels

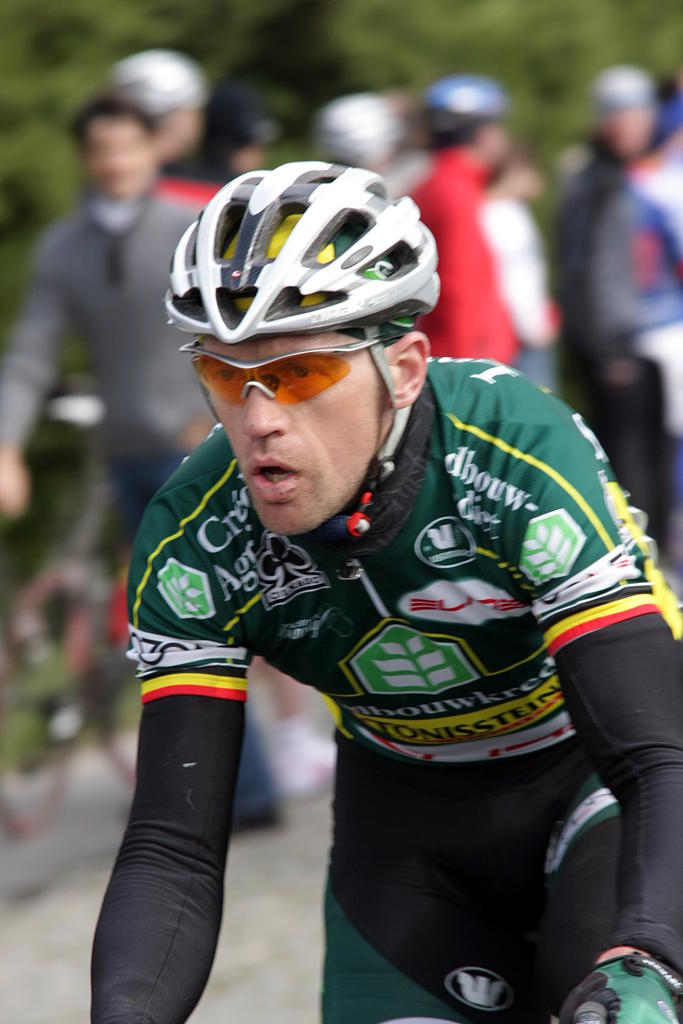
Tom Steels tijdens de E3 Prijs in 2008.

Tom Steels (Sint-Gillis-Waas, 2 september 1971) is een Belgisch voormalig wielrenner. Op zijn hoogtepunt blonk Steels uit in de massasprint en hij won een recordaantal van vier Belgische titels op de weg. Sinds 2011 is hij ploegleider bij Deceuninck–Quick-Step. Zijn bijnaam was Tom Bidon.

## Wielerloopbaan
In 1987 verscheen Steels in het wielrennersmilieu bij de nieuwelingen. Twee jaar later reed hij bij de juniores en behaalde hij het Belgisch kampioenschap in deze categorie. In 1992 nam hij deel aan de Olympische Spelen in Barcelona. Hij eindigde 19de op de 1km tijdrit.
In 1994 werd hij professioneel wielrenner bij Vlaanderen 2002. Hij haalde datzelfde jaar twee overwinningen: de GP Zele en de 10e rit in de Ronde van de Toekomst, voor de Duitse spurtbom Zabel. In 1995 sprokkelde Steels zes kleinere overwinningen bijeen.
Een jaar later stapte hij over naar Mapei-GB waar hij uitgroeide tot een spurter van wereldklasse. Hij won in 1996 onder andere de Omloop Het Volk, Gent-Wevelgem en zowel de 4de als de laatste rit in de Ronde van Spanje. Het jaar nadien slaagde hij erin om in Parijs-Nice vier etappes te winnen. Verder won hij nog twee ritten in de Ronde van Luxemburg, twee ritten in de Ronde van het Waalse Gewest en voor de eerste keer ook het Belgisch kampioenschap.
Misschien wel het belangrijkste wapenfeit van Steels in 1997 is zijn uitsluiting uit de Tour de France. Dit omdat Tom Steels in volle spurt met een drinkbus had gegooid naar Frédéric Moncassin. Het was de geboorte van zijn bijnaam Tom Bidon, verwijzend naar de drinkbus. In 1998 werd zijn ploeg omgevormd tot Mapei-Bricobi. Steels won dat jaar twee ritten in Parijs-Nice, evenveel in de Ruta del Sol en 4 ritten in de Ronde van Frankrijk. Daarnaast prolongeerde hij zijn Belgische titel.
In 1999 werd Mapei-Bricobi opgevolgd door Mapei-Quick Step waar hij tot 2002 zou blijven. Weer won hij twee ritten in de Ruta del Sol en één in Parijs-Nice. Ook in de Driedaagse van De Panne wist hij een ritje mee te pikken en in de Ronde van Frankrijk zelfs drie. Daarnaast won hij in Gent-Wevelgem ook de klassieker die hij het voorgaande jaar had moeten ontberen. 2000 werd een volgend topjaar voor Steels. Hij haalde weer ritzeges binnen in de Ronde van de Middellandse Zee, Parijs-Nice, de Driedaagse van de Panne, de Ronde van het Waalse gewest (2) en ten slotte in de Ronde van Frankrijk (Futuroscope-Loudun en Loudun-Nantes).
Het jaar nadien ging het minder met Steels; één rit in de Ronde van Duitsland, twee in die van Zweden, maar dat was alles. Ook de twee volgende jaren brachten niet veel soelaas. In 2002 werd hij wel nogmaals kampioen van België, maar de grote prestaties bleven verder uit. Ook zijn overstap naar Landbouwkrediet-Colnago in 2003 bracht geen verandering. Door bronchitis en een infectie, opgelopen bij een operatie, kon hij maar weinig zegepalmen mee naar huis nemen.
Tot in 2004; toen won hij een rit in de Ster van Bessèges, net als in de Ronde van Luxemburg. In de Ronde van Duitsland wist hij zelfs twee ritten te winnen. In Tessenderlo zette hij zijn comeback extra in de verf door op fraaie wijze het Belgisch kampioenschap te winnen. Daarmee werd hij alleen-recordhouder.
In 2005 stapt hij van Landbouwkrediet over naar Davitamon-Lotto en boekt daar weer enkele zeges in het voorseizoen. Steels komt echter ten val in de Ronde van Spanje en loopt een knieblessure op. Ook de seizoenen 2006 en 2007 zijn pechjaren. In Parijs-Roubaix 2006 breekt hij de linkerschouder en in de Ronde van Qatar van 2007 breekt hij zijn sleutelbeen. In 2008 besluit hij te stoppen.
Op 15 augustus 2008 vierde Tom Steels zijn afscheid in een wielercriterium in Nieuwkerken-Waas.

## Ploegleider
In oktober 2010 werd bekend dat Steels aan de slag ging als trainer en sportdirecteur bij Quick Step.

## Politiek
In 2005 gaf Steels aan politieke ambities te hebben. In 2006 werd hij in Sint-Niklaas verkozen als gemeenteraadslid voor sp.a/spirit/Groen!. Bedoeling was dat Steels de positie van schepen van sport zou overnemen van Gaspard Van Peteghem in het laatste jaar van de coalitie (2012), maar toen het zover was, zag hij hiervan af omdat zijn nieuwe carrière als sportdirecteur bij Omega Pharma-Quick Step te veel tijd in beslag nam. In 2012 werd hij niet herkozen.

## Privé-leven
Steels is getrouwd en heeft drie kinderen: Lobke, Rune en Eebe. Zijn oudste dochter Lobke is zwaar fysiek en mentaal gehandicapt. Door deze persoonlijke ervaring zet Tom zich vaak in bij (benefiet)acties voor gehandicaptenzorg en -onderwijs.

## Belangrijkste overwinningen
1994
GP Zele
1995
Grote 1 Mei-Prijs
Nationale Sluitingsprijs
4e etappe Ronde van Nederland
Memorial Rik Van Steenbergen
1996
Omloop Het Volk
2e etappe Ronde van de Middellandse Zee
Gent-Wevelgem
1997
 Nationaal Kampioenschap op de weg, Elite
2e etappe Parijs-Nice
3e etappe Parijs-Nice
5e etappe Parijs-Nice
8e etappe deel a Parijs-Nice
Schaal Sels
2e etappe Ronde van Luxemburg
7e etappe Ronde van Zwitserland
1998
Dwars door België
 Nationaal Kampioenschap op de weg, Elite
3e etappe Parijs-Nice
4e etappe Parijs-Nice
1e etappe Ronde van Frankrijk
12e etappe Ronde van Frankrijk
18e etappe Ronde van Frankrijk
21e etappe Ronde van Frankrijk
2e etappe Ruta del Sol
5e etappe Ruta del Sol
1999
1e etappe Driedaagse van De Panne
Gent-Wevelgem
8e etappe Parijs-Nice
2e etappe Ronde van Frankrijk
3e etappe Ronde van Frankrijk
17e etappe Ronde van Frankrijk
1e etappe Ruta del Sol
5e etappe Ruta del Sol
2000
2e etappe Driedaagse van De Panne
8e etappe Parijs-Nice
2e etappe Ronde van Frankrijk
3e etappe Ronde van Frankrijk
4e etappe Ronde van de Middellandse Zee
2001
1e etappe Ronde van Duitsland
1e etappe deel b Ronde van Zweden
2e etappe Ronde van Zweden
2002
 Nationaal Kampioenschap op de weg, Elite
6e etappe Vierdaagse van Duinkerke
6e etappe Ronde van Catalonië
2003
7e etappe Ronde van Oostenrijk
3e etappe Ster van Bessèges
1e etappe Ronde van België
2004
1e etappe Ronde van Oostenrijk
3e etappe Ronde van Oostenrijk
1e etappe Ster van Bessèges
 Nationaal kampioenschap op de weg, Elite
2e etappe Ronde van Luxemburg
2005
2e etappe Ster van Bessèges
4e etappe Ster van Bessèges
2e etappe Ronde van de Algarve
3e etappe Driedaagse van De Panne

## Resultaten in voornaamste wedstrijden
| Jaar | Ronde van Italië | Ronde van Frankrijk | Ronde van Spanje |
| ---- | ---------------- | ------------------- | ---------------- |
| 1995 |                  |                     |                  |
| 1996 |                  |                     | 86e (2)          |
| 1997 |                  | opgave              |                  |
| 1998 |                  | 85e (4)             |                  |
| 1999 |                  | 104e (3)            |                  |
| 2000 |                  | opgave (2)          |                  |
| 2001 |                  | opgave              |                  |
| 2002 |                  | opgave              |                  |
| 2003 |                  |                     |                  |
| 2005 | opgave           |                     | opgave           |
| 2006 |                  |                     |                  |
| 2007 |                  |                     |                  |
| 2008 |                  |                     |                  |

| Jaar | Milaan-San Remo | Gent-Wevelgem | Ronde van Vlaanderen | Parijs-Roubaix | Dwars door Vlaanderen | Parijs-Tours | Omloop Het Volk |  | WK op de weg |
| ---- | --------------- | ------------- | -------------------- | -------------- | --------------------- | ------------ | --------------- |  | ------------ |
| 1995 |                 |               |                      |                | ↑                     |              |                 |  |              |
| 1996 |                 | Goud          |                      |                |                       | ↑            | ↑               |  |              |
| 1997 | 39e             | 50e           |                      | 66e            | 11e                   |              | ↑               |  |              |
| 1998 |                 | 86e           |                      | 24e            | Goud                  | 22e          | 78e             |  |              |
| 1999 |                 | Goud          |                      | ↑              | 4e                    |              | ↑               |  |              |
| 2000 |                 |               | 83e                  | 21e            | 15e                   |              | 6e              |  |              |
| 2001 |                 |               |                      |                |                       |              |                 |  |              |
| 2002 |                 |               | 103e                 |                |                       |              |                 |  | 22e          |
| 2003 |                 | 25e           |                      |                |                       |              |                 |  |              |
| 2005 |                 | 7e            |                      |                | 13e                   |              |                 |  |              |
| 2006 |                 | 110e          |                      |                |                       | 9e           |                 |  |              |
| 2007 |                 |               |                      | 53e            | 51e                   |              |                 |  |              |
| 2008 |                 | 178e          |                      |                |                       |              |                 |  |              |